# Copa de Algarve 1998
La Copa de Algarve de 1998 fue la quinta edición de este torneo. Es una competición anual de fútbol femenino organizada en la región de Algarve en Portugal.
Noruega se consagró tricampeón tras vencer a Dinamarca por 4 a 1. Las noruegas obtuvieron su cuarta Copa de Algarve en total.

## Equipos participantes
| - China - Dinamarca - Estados Unidos - Finlandia | - Noruega - Países Bajos - Portugal - Suecia |

## Fase de grupos

### Grupo A
| Equipo         | Pts | PJ | PG | PE | PP | GF | GC | DG |
| -------------- | --- | -- | -- | -- | -- | -- | -- | -- |
| Noruega        | 6   | 3  | 2  | 0  | 1  | 5  | 2  | +3 |
| Estados Unidos | 6   | 3  | 2  | 0  | 1  | 7  | 5  | +2 |
| China          | 6   | 3  | 2  | 0  | 1  | 3  | 4  | -1 |
| Finlandia      | 0   | 3  | 0  | 0  | 3  | 0  | 4  | -4 |

| 15 de marzo | Noruega | 0:1 | China | Olhão, |  |

| 15 de marzo | Estados Unidos | 2:0 | Finlandia | Olhão, |  |

| 17 de marzo | Noruega | 1:0 | Finlandia | Loulé, |  |
|             | Riise   |     |           |        |  |

| 17 de marzo | Estados Unidos | 4:1 | China | Loulé, |  |

| 19 de marzo | Noruega                  | 4:1 | Estados Unidos | Lagos, |  |
|             | Pettersen · Riise · Lehn |     |                |        |  |

| 19 de marzo | China | 1:0 | Finlandia | Lagos, |  |

### Grupo B
| Equipo       | Pts | PJ | PG | PE | PP | GF | GC | DG |
| ------------ | --- | -- | -- | -- | -- | -- | -- | -- |
| Dinamarca    | 7   | 3  | 2  | 1  | 0  | 8  | 0  | +8 |
| Suecia       | 7   | 3  | 2  | 1  | 0  | 3  | 0  | +3 |
| Países Bajos | 3   | 3  | 1  | 0  | 2  | 2  | 8  | -6 |
| Portugal     | 0   | 3  | 0  | 0  | 3  | 1  | 6  | -5 |

| 15 de marzo | Dinamarca | 0:0     | Suecia | Vila Real de Santo António, |  |
|             |           | Reporte |        |                             |  |

| 15 de marzo | Países Bajos | 2:1 | Portugal | Vila Real de Santo António, |  |

| 17 de marzo | Suecia            | 2:0     | Portugal | Silves, |  |
|             | Andersson · Lilja | Reporte |          |         |  |

| 17 de marzo | Dinamarca                                                                                          | 6:0     | Países Bajos | Silves, |  |
|             | 2' 46' Gitte Krogh · 9' 20'Birgit Christensen · 77' Anne Dot Eggers Nielsen · 83' Hanne Nørregaard | Reporte |              |         |  |

| 19 de marzo | Dinamarca                                      | 2:0     | Portugal | Montechoro, Albufeira, |  |
|             | 15' Christina B. Petersen · 60' Lene R. Jensen | Reporte |          |                        |  |

| 19 de marzo | Suecia   | 1:0     | Países Bajos | Montechoro, Albufeira, |  |
|             | Svensson | Reporte |              |                        |  |

## Fase final

### 7.° puesto
| 21 de marzo | Portugal               | 2:2 (4:2 p.) | Finlandia | Paderne, |  |
|             | Patrícia · Carla Couto |              |           |          |  |

### 5.° puesto
| 21 de marzo | China | 3:2 | Países Bajos | Lagoa, |  |

### 3.° puesto
| 21 de marzo | Estados Unidos                              | 3:1     | Suecia        | Quarteira, |  |
|             | 39' Foudy · 85' (pen.) Chastain · 87' Lilly | Reporte | 29' Ljungberg |            |  |

### Final
| 21 de marzo | Noruega                                           | 4:1 | Dinamarca  | Loulé, |  |
|             | 44' Haugenes · 64' Lehn · 82' Ørmen · 84' Medalen |     | 87' (pen.) |        |  |

| Campeón            |
| Noruega 4.° título |

## Goleadoras
| Jugadora        | Goles |
| --------------- | ----- |
| Miranda Noom    | 4     |
| Bai Jie         | 3     |
| Brandi Chastain | 3     |
| Mia Hamm        | 3     |